# Le Caylar
Pour les articles homonymes, voir Le Cailar.
Le Caylar (en occitan, Lo Cailar)  est une commune française située dans le nord du département de l'Hérault en région Occitanie.
Exposée à un climat de montagne, aucun cours d'eau permanent n'est répertorié sur la commune. La commune possède un patrimoine naturel remarquable : un site Natura 2000 (le « causse du Larzac ») et cinq zones naturelles d'intérêt écologique, faunistique et floristique.
Le Caylar est une commune rurale qui compte 462 habitants en 2022, après avoir connu une forte hausse de la population depuis 1975. Ses habitants sont appelés les Caylarés.

## Géographie

### Localisation
Le Caylar est situé à 71 km de Montpellier et à 18 km de Lodève. Le village est situé sur le plateau du Larzac dans les causses méridionaux ; le climat y est très sec, froid l'hiver et plutôt chaud l'été. Le sol y est calcaire et sablonneux.

### Communes limitrophes
Les communes limitrophes sont La Couvertoirade, Le Cros, Les Rives et Saint-Félix-de-l'Héras.

### Climat
Pour des articles plus généraux, voir Climat de l'Occitanie et Climat de l'Hérault.
En 2010, le climat de la commune est de type climat des marges montargnardes, selon une étude s'appuyant sur une série de données couvrant la période 1971-2000. En 2020, Météo-France publie une typologie des climats de la France métropolitaine dans laquelle la commune est dans une zone de transition entre le climat de montagne et le climat méditerranéen et est dans une zone de transition entre les régions climatiques « Provence, Languedoc-Roussillon » et « Sud-est du Massif Central »0.
Pour la période 1971-2000, la température annuelle moyenne est de 9,9 °C, avec une amplitude thermique annuelle de 15,6 °C. Le cumul annuel moyen de précipitations est de 1 030 mm, avec 10,1 jours de précipitations en janvier et 4,5 jours en juillet. Pour la période 1991-2020, la température moyenne annuelle observée sur la station météorologique installée sur la commune est de 10,7 °C et le cumul annuel moyen de précipitations est de 1 161,1 mm,. Pour l'avenir, les paramètres climatiques de la commune estimés pour 2050 selon différents scénarios d’émission de gaz à effet de serre sont consultables sur un site dédié publié par Météo-France en novembre 2022.
| Mois                                  | jan.           | fév.           | mars          | avril         | mai           | juin          | jui.          | août         | sep.          | oct.          | nov.          | déc.           | année      |
| ------------------------------------- | -------------- | -------------- | ------------- | ------------- | ------------- | ------------- | ------------- | ------------ | ------------- | ------------- | ------------- | -------------- | ---------- |
| Température minimale moyenne (°C)     | −0,5           | −0,9           | 1,3           | 4,1           | 7,4           | 11,1          | 13,2          | 12,8         | 9,5           | 7,1           | 3,7           | 0,5            | 5,8        |
| Température moyenne (°C)              | 3              | 3,4            | 6,3           | 9,4           | 12,7          | 16,9          | 19,5          | 19,3         | 15,5          | 11,6          | 7             | 4              | 10,7       |
| Température maximale moyenne (°C)     | 6,4            | 7,6            | 11,2          | 14,6          | 18            | 22,7          | 25,8          | 25,9         | 21,5          | 16,2          | 10,4          | 7,5            | 15,6       |
| Record de froid (°C) date du record   | −14,4 11.01.10 | −13,5 28.02.18 | −9,1 16.03.13 | −8,1 08.04.21 | −1,7 07.05.19 | 1,6 13.06.19  | 6,5 03.07.11  | 5,9 11.08.11 | −0,2 28.09.08 | −6,1 30.10.12 | −8,9 27.11.10 | −12,6 16.12.07 | −14,4 2010 |
| Record de chaleur (°C) date du record | 19,9 01.01.22  | 22,4 27.02.19  | 22,6 17.03.14 | 26,6 08.04.11 | 29,4 18.05.22 | 36,3 17.06.22 | 34,9 16.07.22 | 39 23.08.23  | 31,1 17.09.19 | 27,9 03.10.11 | 21,4 01.11.20 | 19,9 31.12.21  | 39 2023    |
| Précipitations (mm)                   | 90,8           | 83,9           | 97,7          | 111,1         | 92,7          | 62,1          | 40,6          | 48,2         | 109,2         | 178,2         | 171,2         | 75,4           | 1 161,1    |

### Milieux naturels et biodiversité

#### Réseau Natura 2000

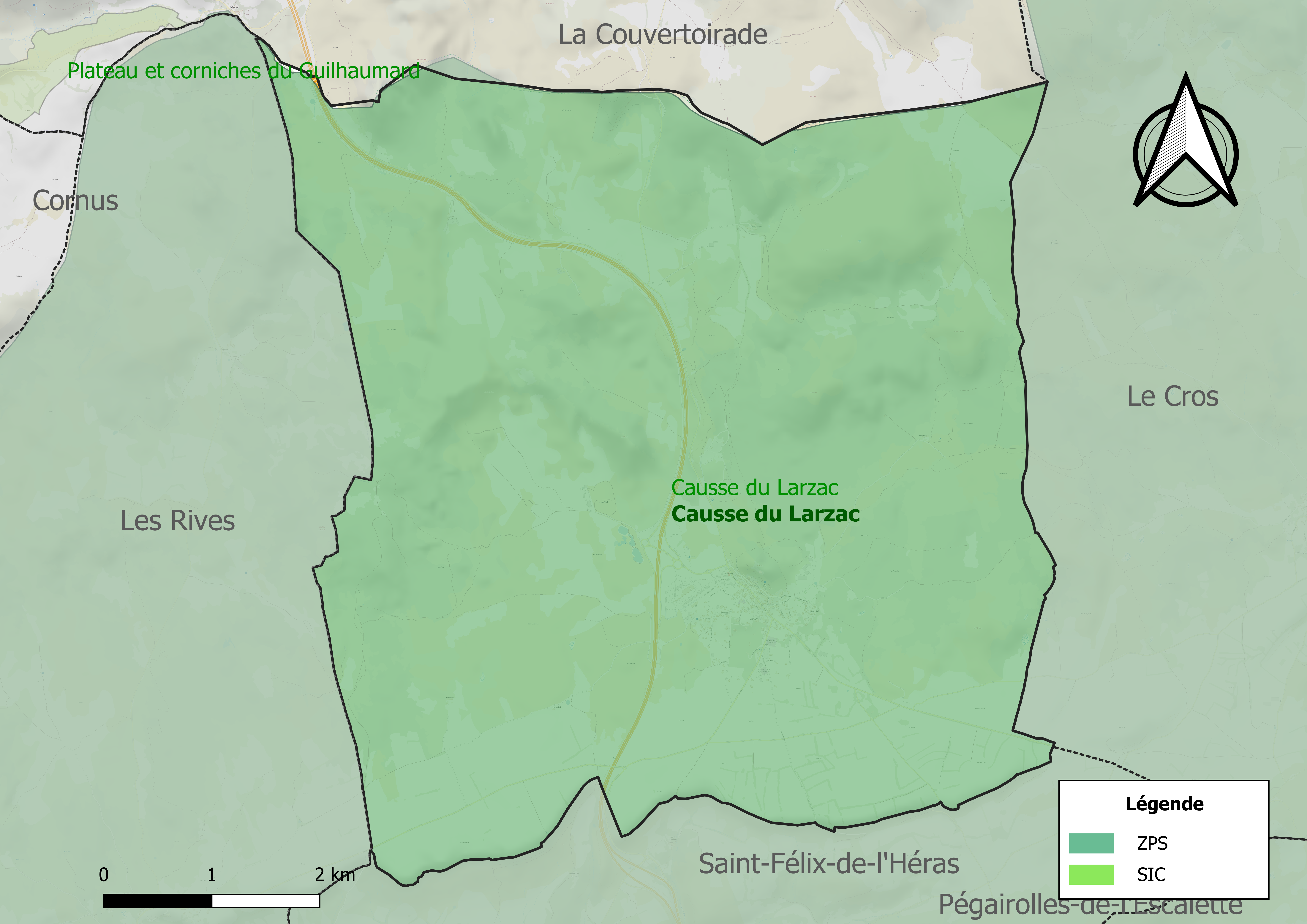
Sites Natura 2000 sur le territoire communal.

Le réseau Natura 2000 est un réseau écologique européen de sites naturels d'intérêt écologique élaboré à partir des directives habitats et oiseaux, constitué de zones spéciales de conservation (ZSC) et de zones de protection spéciale (ZPS).
Un site Natura 2000 est défini sur la commune tant au titre de la directive oiseaux, que de la directive habitats, le « causse du Larzac ». D'une superficie de 29 556 ha, il fait partie des causses méridionaux, un ensemble régional original unique en Europe. Il est le plus grand ensemble de formations herbeuses sèches semi-naturelles en France et abrite un grand nombre d’espèces endémiques. Ce site abrite 17 espèces d'oiseaux d'intérêt communautaire pour la plupart liées pour leur reproduction et/ou leur alimentation aux milieux ouverts (dont le Bruant ortolan, le Pipit rousseline, l'Alouette lulu, la Pie-grièche écorcheur, etc… en effectifs bien représentées par rapport à la moyenne nationale),.

#### Zones naturelles d'intérêt écologique, faunistique et floristique
L’inventaire des zones naturelles d'intérêt écologique, faunistique et floristique (ZNIEFF) a pour objectif de réaliser une couverture des zones les plus intéressantes sur le plan écologique, essentiellement dans la perspective d’améliorer la connaissance du patrimoine naturel national et de fournir aux différents décideurs un outil d’aide à la prise en compte de l’environnement dans l’aménagement du territoire.
Quatre ZNIEFF de type 1 sont recensées sur la commune :
- le « chaos dolomitique de la Pezade » (750 ha), couvrant 3 communes dont une dans l'Aveyron et deux dans l'Hérault[11] ;
- le « chaos dolomitique des Rives » (550 ha), couvrant 2 communes du département[12] ;
- le « chaos dolomitique du Caylar et du Cros » (625 ha), couvrant 2 communes du département[13] ;
- les « combes dolomitiques du Mas Vieil » (290 ha)[14] ;

et une ZNIEFF de type 2, : 
le « causse et contreforts du Larzac et montagne de la Séranne » (44 035 ha), couvrant 33 communes dont une dans l'Aveyron, deux dans le Gard et 30 dans l'Hérault.

Carte des ZNIEFF de type 1 et 2 au Caylar.
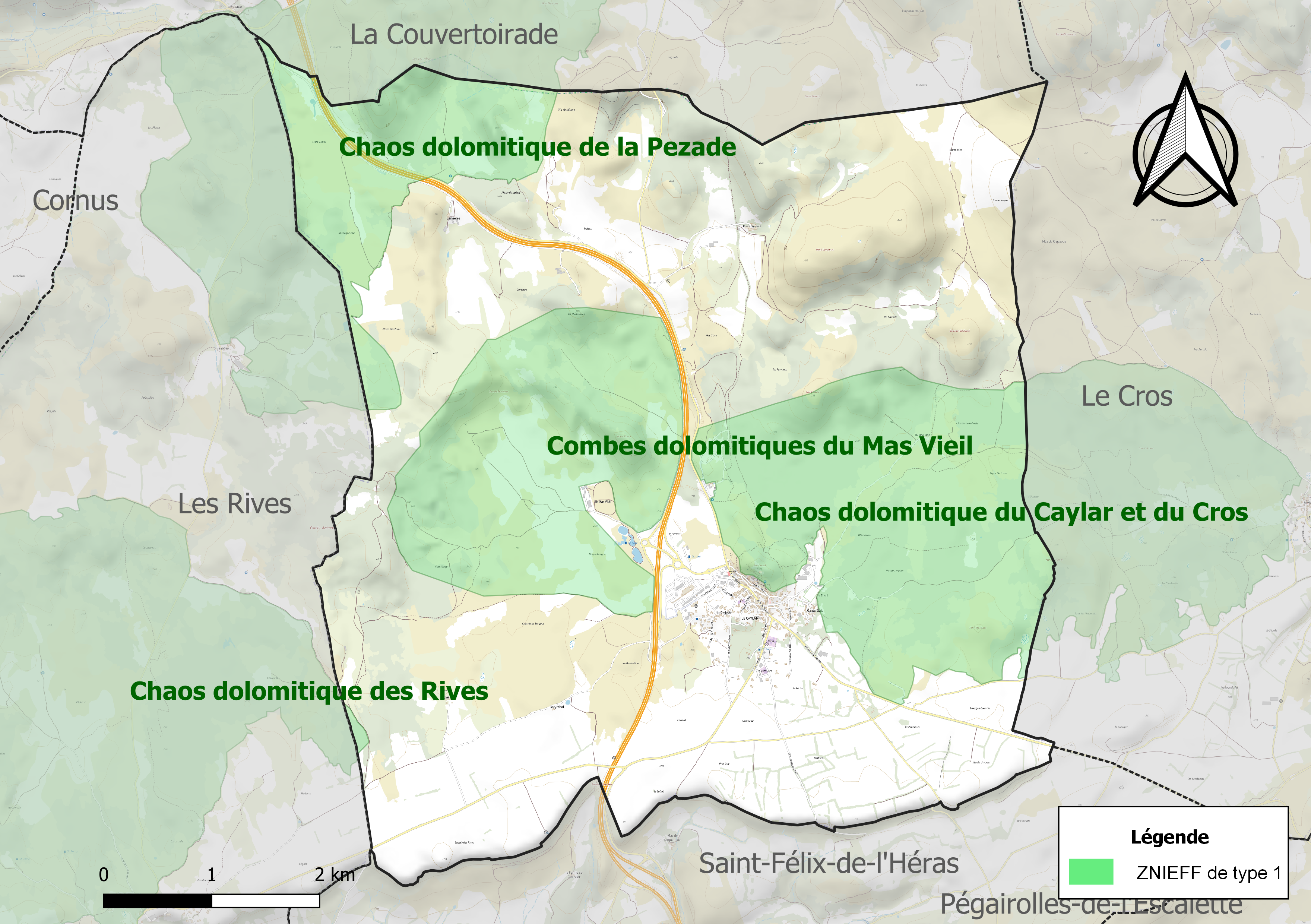
Carte des ZNIEFF de type 1 sur la commune.
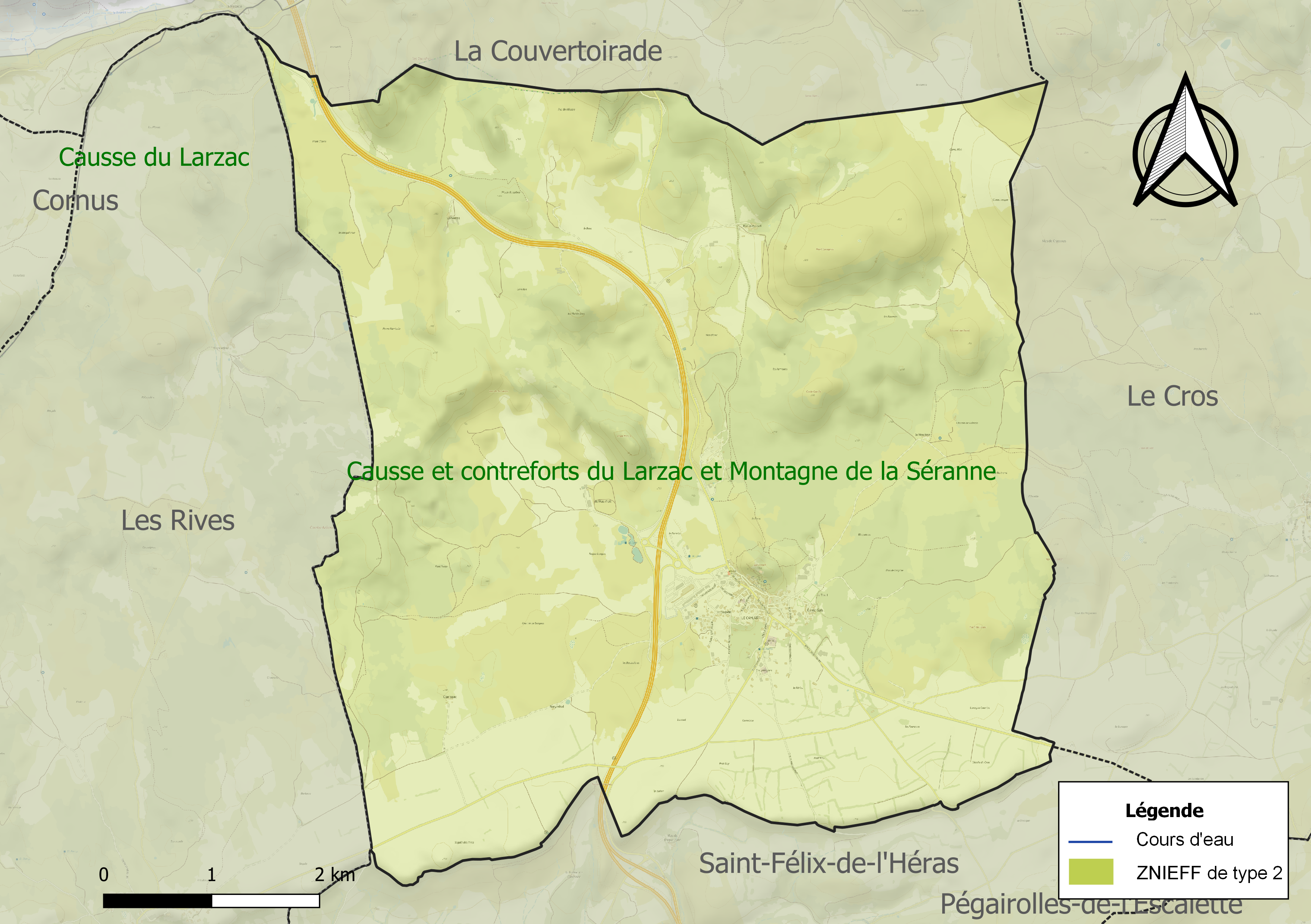
Carte de la ZNIEFF de type 2 sur la commune.

## Urbanisme

### Typologie
Au 1er janvier 2024, Le Caylar est catégorisée commune rurale à habitat dispersé, selon la nouvelle grille communale de densité à sept niveaux définie par l'Insee en 2022.
Elle est située hors unité urbaine et hors attraction des villes,.

### Occupation des sols

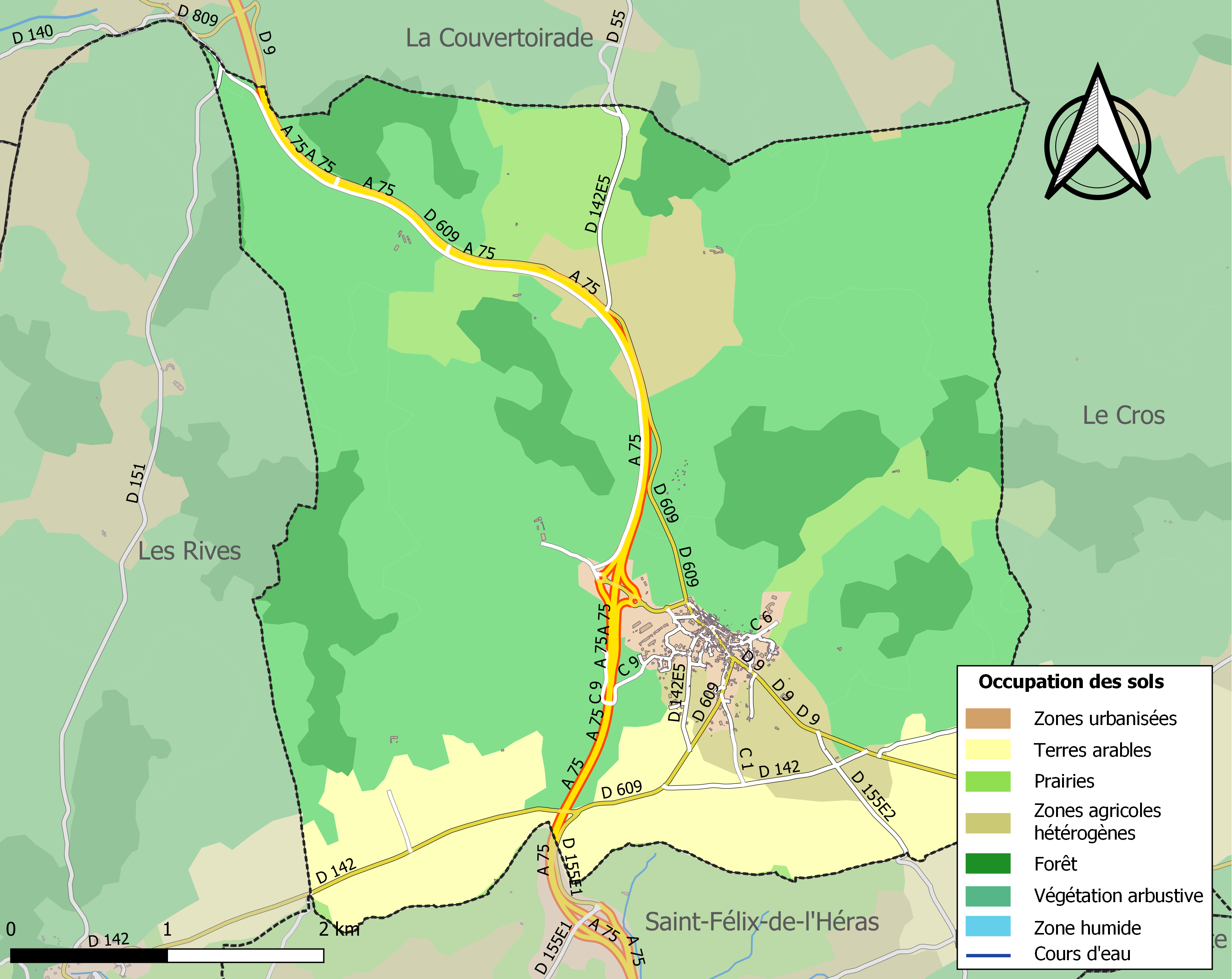
Carte des infrastructures et de l'occupation des sols de la commune en 2018 (CLC).

L'occupation des sols de la commune, telle qu'elle ressort de la base de données européenne d’occupation biophysique des sols Corine Land Cover (CLC), est marquée par l'importance des forêts et milieux semi-naturels (68 % en 2018), une proportion sensiblement équivalente à celle de 1990 (68,4 %). La répartition détaillée en 2018 est la suivante : 
milieux à végétation arbustive et/ou herbacée (54,3 %), terres arables (13,7 %), forêts (13,7 %), prairies (8,4 %), zones agricoles hétérogènes (7,4 %), zones urbanisées (2,5 %). L'évolution de l’occupation des sols de la commune et de ses infrastructures peut être observée sur les différentes représentations cartographiques du territoire : la carte de Cassini (XVIIIe siècle), la carte d'état-major (1820-1866) et les cartes ou photos aériennes de l'IGN pour la période actuelle (1950 à aujourd'hui).

### Risques majeurs
Le territoire de la commune du Caylar est vulnérable à différents aléas naturels : météorologiques (tempête, orage, neige, grand froid, canicule ou sécheresse), mouvements de terrains et séisme (sismicité très faible). Il est également exposé à un risque technologique, le transport de matières dangereuses. Un site publié par le BRGM permet d'évaluer simplement et rapidement les risques d'un bien localisé soit par son adresse soit par le numéro de sa parcelle.

#### Risques naturels
Le Caylar est exposée au risque de feu de forêt du fait de la présence sur son territoire. Un plan départemental de protection des forêts contre les incendies (PDPFCI) a été approuvé en juin 2013 et court jusqu'en 2022, où il doit être renouvelé. Les mesures individuelles de prévention contre les incendies sont précisées par deux arrêtés préfectoraux et s’appliquent dans les zones exposées aux incendies de forêt et à moins de 200 mètres de celles-ci. L’arrêté du 25 avril 2002 réglemente l'emploi du feu en interdisant notamment d’apporter du feu, de fumer et de jeter des mégots de cigarette dans les espaces sensibles et sur les voies qui les traversent sous peine de sanctions. L'arrêté du 11 mars 2013 rend le débroussaillement obligatoire, incombant au propriétaire ou ayant droit,.

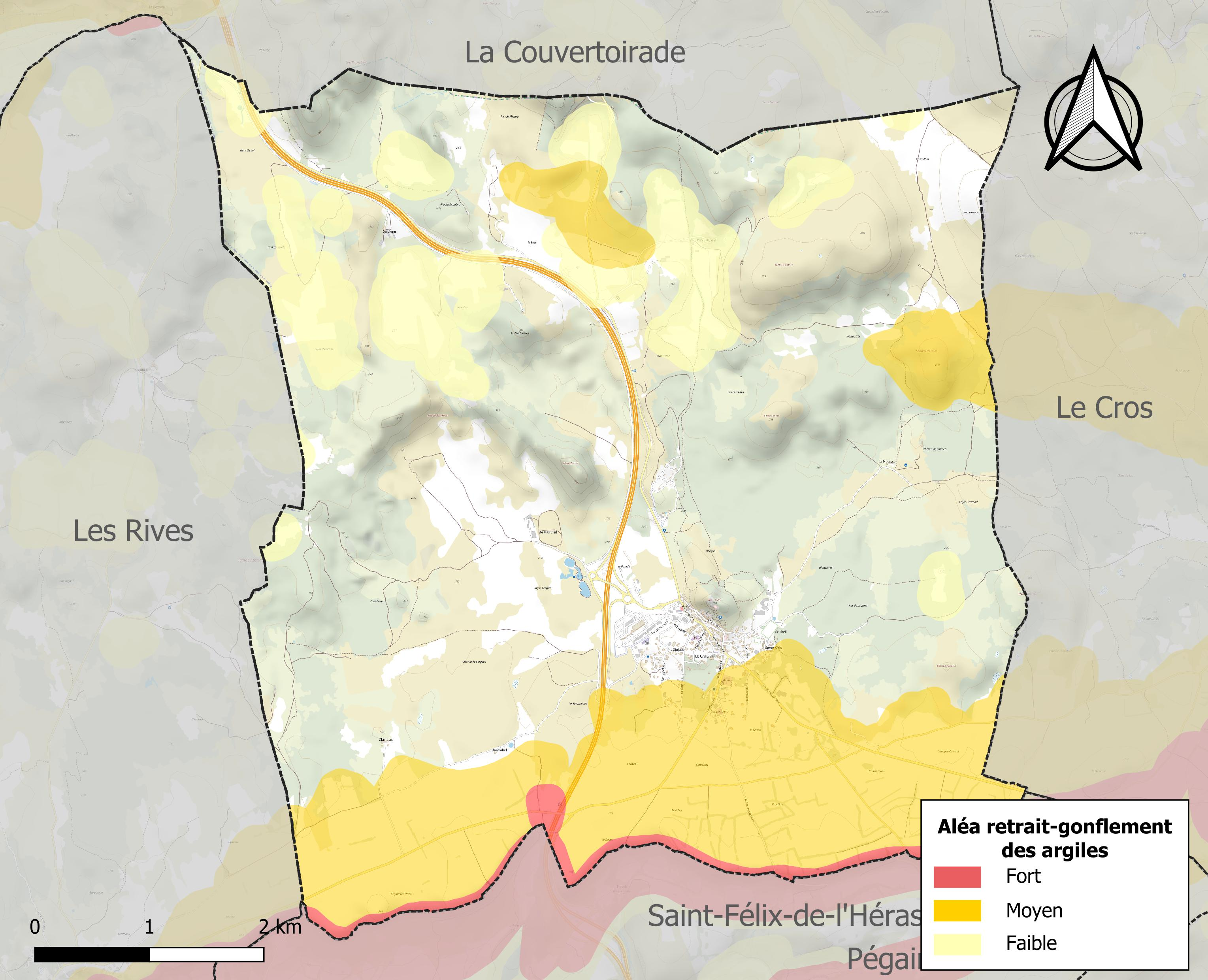
Carte des zones d'aléa retrait-gonflement des sols argileux du Caylar.

La commune est vulnérable au risque de mouvements de terrains constitué principalement du retrait-gonflement des sols argileux. Cet aléa est susceptible d'engendrer des dommages importants aux bâtiments en cas d’alternance de périodes de sécheresse et de pluie. 22,8 % de la superficie communale est en aléa moyen ou fort (59,3 % au niveau départemental et 48,5 % au niveau national). Sur les 263 bâtiments dénombrés sur la commune en 2019, 36 sont en aléa moyen ou fort, soit 14 %, à comparer aux 85 % au niveau départemental et 54 % au niveau national. Une cartographie de l'exposition du territoire national au retrait gonflement des sols argileux est disponible sur le site du BRGM,.
Par ailleurs, afin de mieux appréhender le risque d’affaissement de terrain, l'inventaire national des cavités souterraines permet de localiser celles situées sur la commune.
La commune a été reconnue en état de catastrophe naturelle au titre des dommages causés par les inondations et coulées de boue survenues en 1982, 1992 et 2014.

#### Risques technologiques
Le risque de transport de matières dangereuses sur la commune est lié à sa traversée par des infrastructures routières ou ferroviaires importantes ou la présence d'une canalisation de transport d'hydrocarbures. Un accident se produisant sur de telles infrastructures est susceptible d’avoir des effets graves sur les biens, les personnes ou l'environnement, selon la nature du matériau transporté. Des dispositions d’urbanisme peuvent être préconisées en conséquence.

## Héraldique
| Blason du Caylar | Les armes du Caylar se blasonnent ainsi : d'argent à un arbre arraché de sinople fûté au naturel.. |

## Toponymie
Caylar provient du latin "castellare"  qui signifie endroit fortifié. La première mention du village date de 988 sous le nom  Castelaro. Depuis cette date, le toponyme du Caylar a connu quelques évolutions : Castlar en 1112, Caillarium en 1240, Le Cailar en 1740. Ce n’est depuis 1771 que le nom moderne du Caylar s’est fixée.

## Histoire
Les premières traces d'occupation du site remontent à l'âge du fer. Des maisons carolingiennes (avant le Xe siècle) sont encore visibles dans le village.
Le Roc Castel, qui domine le village de Caylar, constitue les vestiges du Castellas (château) construit à l'origine au XIIe siècle. La chapelle Notre-Dame du Roc Castel, qu'il abrite toujours aujourd'hui, date également du XIIe siècle.

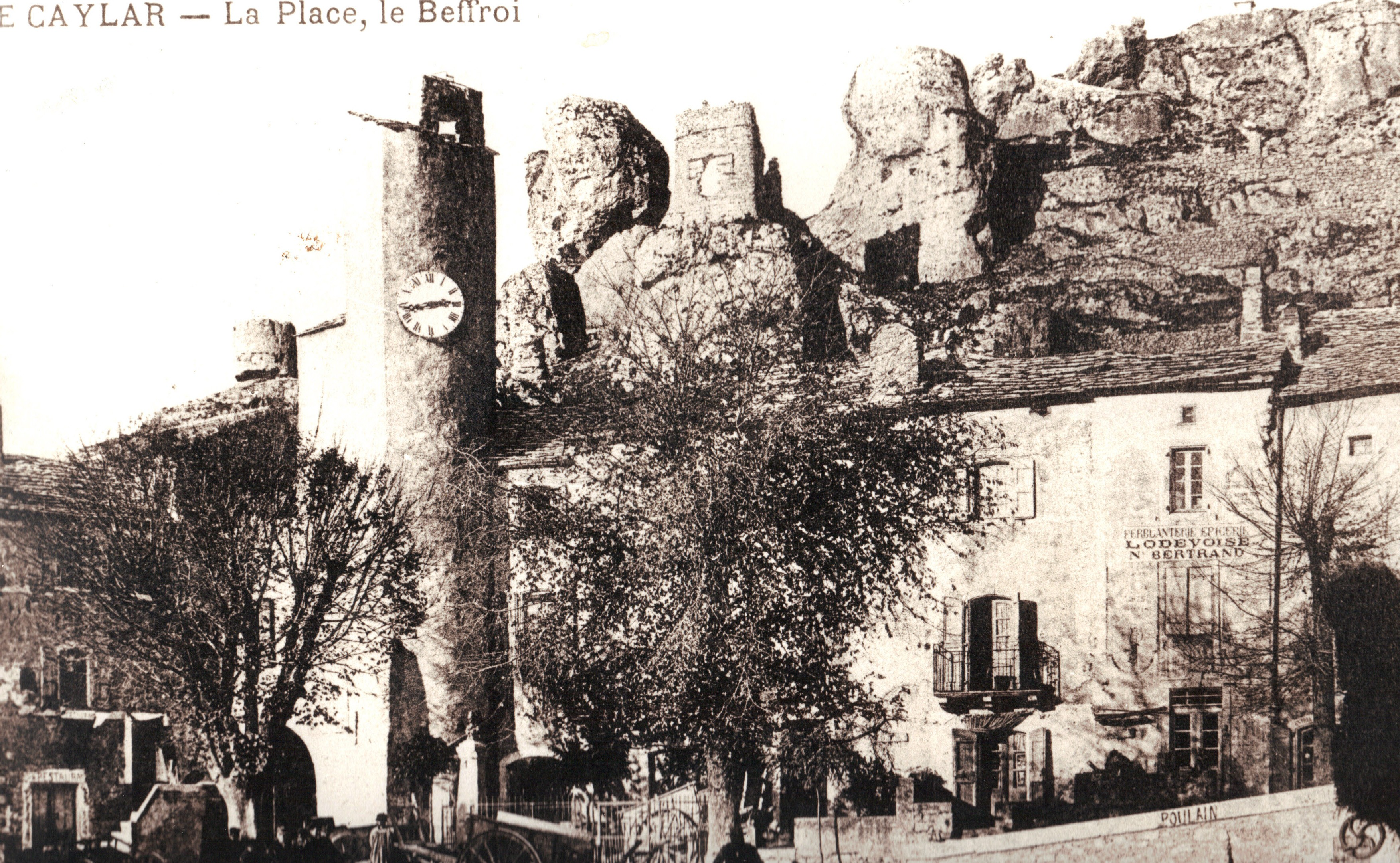
Place du village au début du XXe siècle
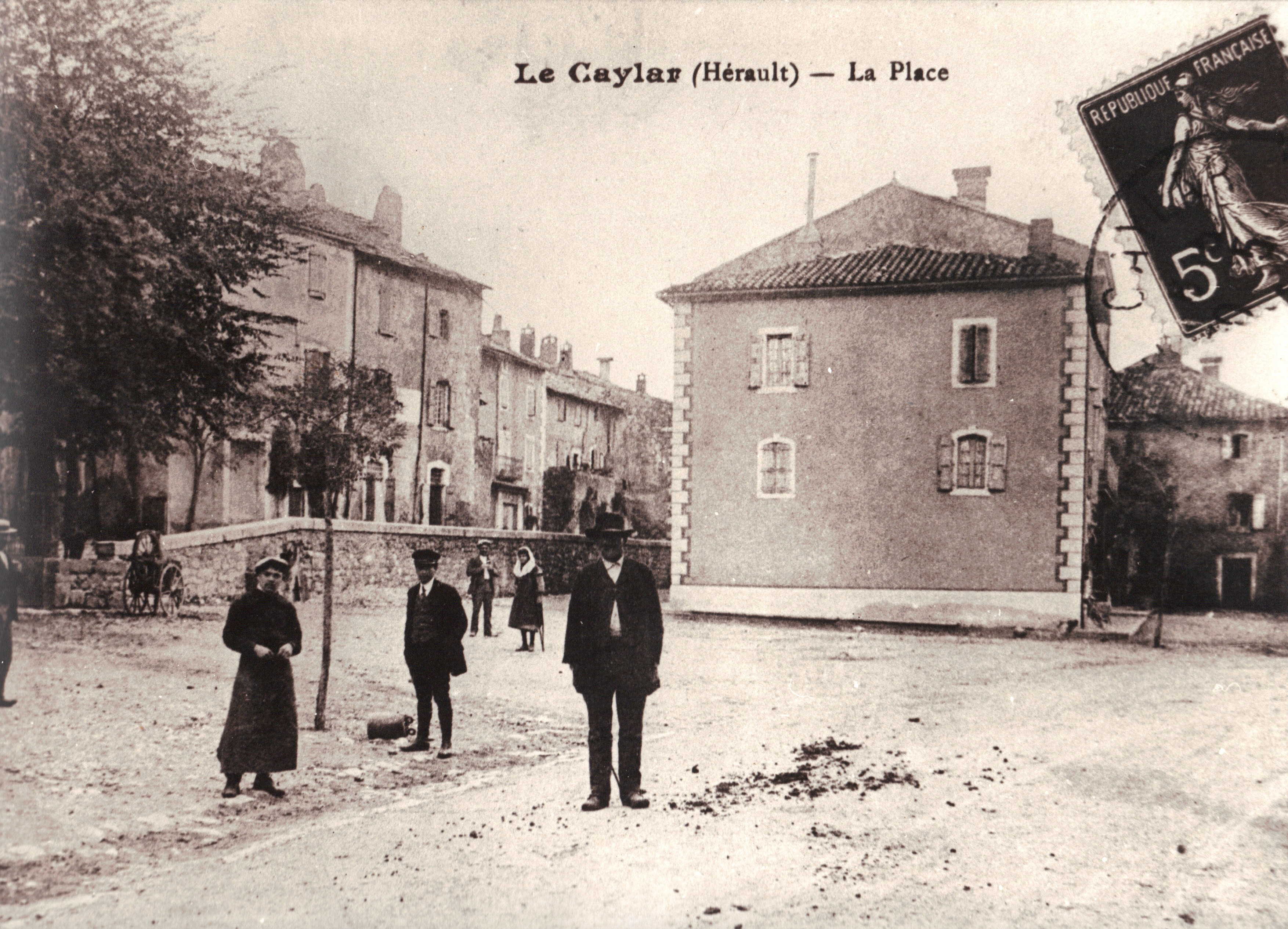
Place du village au début du XXe siècle
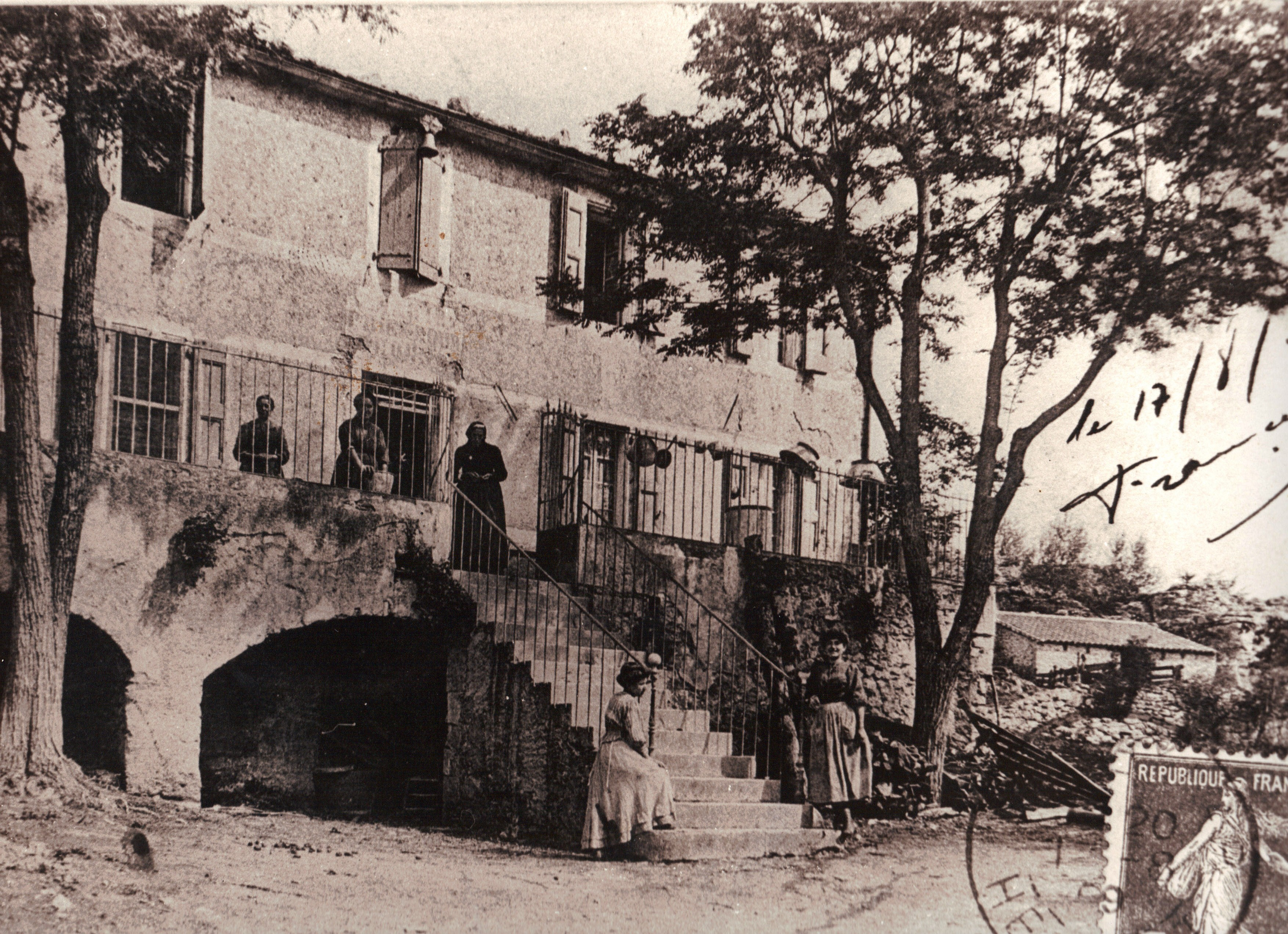
Le camp Lauriet au début du XXe siècle
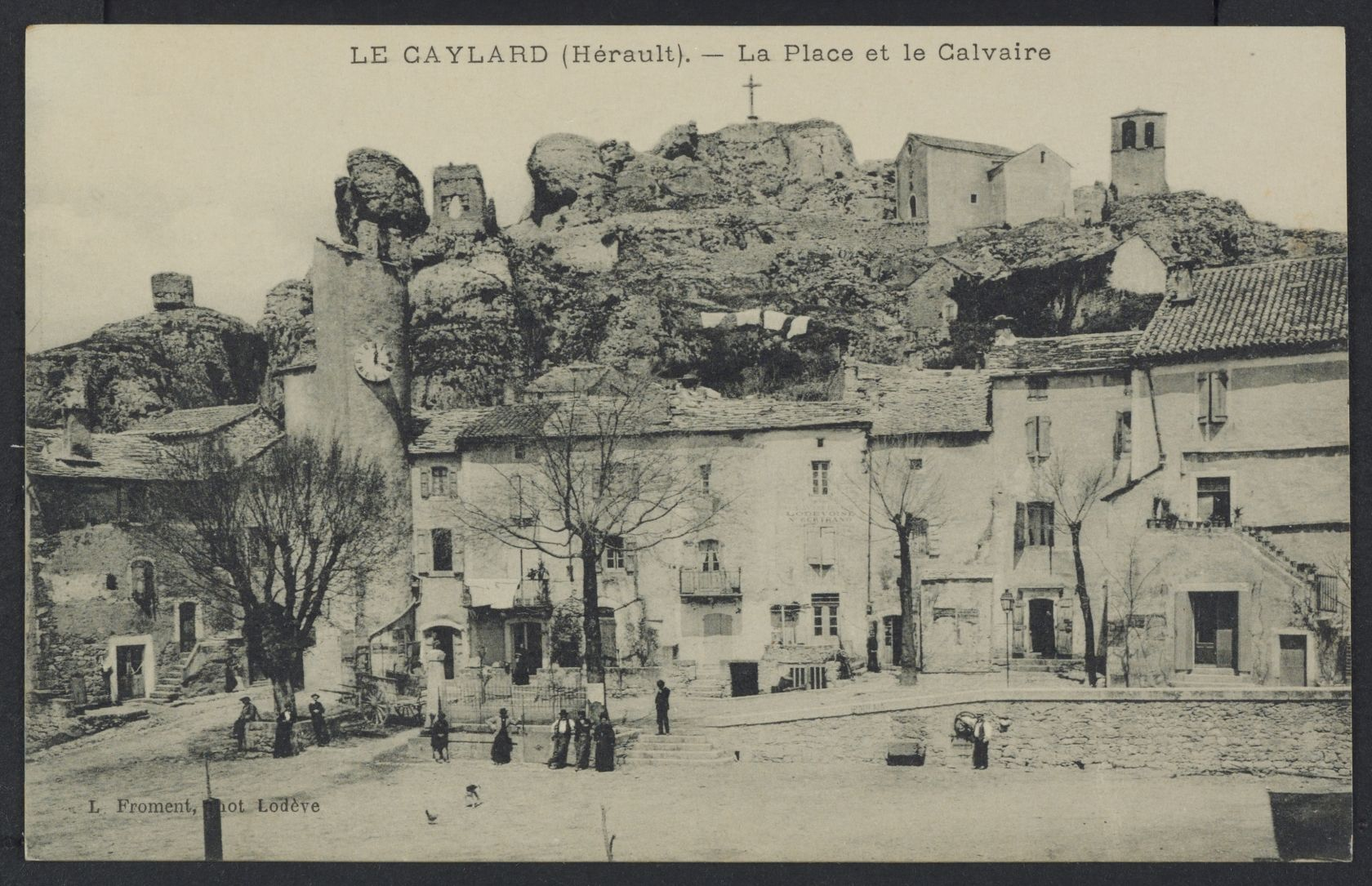
Carte postale de la place et le calvaire (fin XIXe - début XXe).

## Politique et administration
| Période       | Période                   | Identité        | Étiquette     | Qualité |
| ------------- | ------------------------- | --------------- | ------------- | --- |
| 1929          | décembre 1963             | Urbain Coste    | SFIO-PSdF-DVG | Conseiller général |
| décembre 1963 | février 1993 (décès)      | Pierre Bouyeron | Rad. puis PS  | Médecin, conseiller général |
| février 1993  | mars 2008                 | Guy Cambon      | DVG           | Entrepreneur |
| mars 2008     | En cours (au 26 mai 2020) | Jean Trinquier  | PS            | Retraité Président de la Communauté de communes du Lodévois - Larzac (2002 à 2009) 1er vice-président de la Communauté de communes Lodévois et Larzac (2017 à 2020), Président depuis 2020 |

## Démographie
L'évolution du nombre d'habitants est connue à travers les recensements de la population effectués dans la commune depuis 1793. Pour les communes de moins de 10 000 habitants, une enquête de recensement portant sur toute la population est réalisée tous les cinq ans, les populations de référence des années intermédiaires étant quant à elles estimées par interpolation ou extrapolation. Pour la commune, le premier recensement exhaustif entrant dans le cadre du nouveau dispositif a été réalisé en 2005.

En 2022, la commune comptait 462 habitants, en évolution de +3,82 % par rapport à 2016 (Hérault : +7,49 %, France hors Mayotte : +2,11 %).
| 1793 | 1800 | 1806 | 1821 | 1831 | 1836 | 1841 | 1846 | 1851 |
| ---- | ---- | ---- | ---- | ---- | ---- | ---- | ---- | ---- |
| 628  | 720  | 757  | 809  | 805  | 860  | 824  | 830  | 875  |

| 1856 | 1861 | 1866 | 1872 | 1876 | 1881 | 1886 | 1891 | 1896 |
| ---- | ---- | ---- | ---- | ---- | ---- | ---- | ---- | ---- |
| 849  | 863  | 841  | 819  | 796  | 766  | 714  | 719  | 678  |

| 1901 | 1906 | 1911 | 1921 | 1926 | 1931 | 1936 | 1946 | 1954 |
| ---- | ---- | ---- | ---- | ---- | ---- | ---- | ---- | ---- |
| 626  | 596  | 550  | 502  | 508  | 504  | 449  | 397  | 378  |

| 1962 | 1968 | 1975 | 1982 | 1990 | 1999 | 2005 | 2006 | 2010 |
| ---- | ---- | ---- | ---- | ---- | ---- | ---- | ---- | ---- |
| 336  | 327  | 259  | 295  | 339  | 383  | 425  | 433  | 442  |

| 2015 | 2020 | 2022 | - | - | - | - | - | - |
| ---- | ---- | ---- | - | - | - | - | - | - |
| 447  | 465  | 462  | - | - | - | - | - | - |

## Économie

### Revenus
En 2018, la commune compte 211 ménages fiscaux, regroupant 447 personnes. La médiane du revenu disponible par unité de consommation est de 17 460 € (20 330 € dans le département).

### Emploi
|                | 2008   | 2013   | 2018  |
| -------------- | ------ | ------ | ----- |
| Commune        | 12,3 % | 9,8 %  | 9,9 % |
| Département    | 10,1 % | 11,9 % | 12 %  |
| France entière | 8,3 %  | 10 %   | 10 %  |

En 2018, la population âgée de 15 à 64 ans s'élève à 290 personnes, parmi lesquelles on compte 79,5 % d'actifs (69,6 % ayant un emploi et 9,9 % de chômeurs) et 20,5 % d'inactifs,. En  2018, le taux de chômage communal (au sens du recensement) des 15-64 ans est inférieur à celui de la France et du département, alors qu'en 2008 la situation était inverse.
La commune est hors attraction des villes,. Elle compte 288 emplois en 2018, contre 343 en 2013 et 308 en 2008. Le nombre d'actifs ayant un emploi résidant dans la commune est de 206, soit un indicateur de concentration d'emploi de 139,4 % et un taux d'activité parmi les 15 ans ou plus de 59,8 %.
Sur ces 206 actifs de 15 ans ou plus ayant un emploi, 114 travaillent dans la commune, soit 55 % des habitants. Pour se rendre au travail, 70 % des habitants utilisent un véhicule personnel ou de fonction à quatre roues, 6 % les transports en commun, 17,8 % s'y rendent en deux-roues, à vélo ou à pied et 6,2 % n'ont pas besoin de transport (travail au domicile).

### Activités hors agriculture
67 établissements sont implantés  au Caylar au 31 décembre 2019. Le tableau ci-dessous en détaille le nombre par secteur d'activité et compare les ratios avec ceux du département,.
| Secteur d'activité                                                                                        | Commune | Commune | Département |
| Secteur d'activité                                                                                        | Nombre  | %       | %           |
| --- | ------- | ------- | ----------- |
| Ensemble                                                                                                  | 67      |         |             |
| Industrie manufacturière, industries extractives et autres                                                | 10      | 14,9 %  | (6,7 %)     |
| Construction                                                                                              | 10      | 14,9 %  | (14,1 %)    |
| Commerce de gros et de détail, transports, hébergement et restauration                                    | 28      | 41,8 %  | (28 %)      |
| Activités immobilières                                                                                    | 3       | 4,5 %   | (5,3 %)     |
| Activités spécialisées, scientifiques et techniques et activités de services administratifs et de soutien | 2       | 3 %     | (17,1 %)    |
| Administration publique, enseignement, santé humaine et action sociale                                    | 9       | 13,4 %  | (14,2 %)    |
| Autres activités de services                                                                              | 5       | 7,5 %   | (8,1 %)     |

Le secteur du commerce de gros et de détail, des transports, de l'hébergement et de la restauration est prépondérant sur la commune puisqu'il représente 41,8 % du nombre total d'établissements de la commune (28 sur les 67 entreprises implantées  au Le Caylar), contre 28 % au niveau départemental.

### Agriculture
|               | 1988 | 2000 | 2010 | 2020  |
| ------------- | ---- | ---- | ---- | ----- |
| Exploitations | 10   | 10   | 3    | 7     |
| SAU (ha)      | 527  | 740  | 388  | 1 459 |

La commune est dans le Causses du Larzac, une petite région agricole occupant  une partie du nord du département de l'Hérault. En 2020, l'orientation technico-économique de l'agriculture  sur la commune est l'élevage d'ovins ou de caprins. Sept exploitations agricoles ayant leur siège dans la commune sont dénombrées lors du recensement agricole de 2020 (dix en 1988). La superficie agricole utilisée est de 1 459 ha,,.

## Culture locale et patrimoine

### Lieux et monuments
- Chapelle castrale Notre-Dame de Roc-Castel. Retable du XIVe siècle en bois polychrome. L'édifice est référencé dans la base Mérimée et à l'Inventaire général Région Occitanie[37].
- Église Saint-Martin du Caylar. L'édifice est référencé dans la base Mérimée et à l'Inventaire général Région Occitanie[38].
- L'Arbre sculpté.
- Roc Castel. Il domine le village (752 mètres d'altitude) et offre un panorama remarquable sur le Larzac.

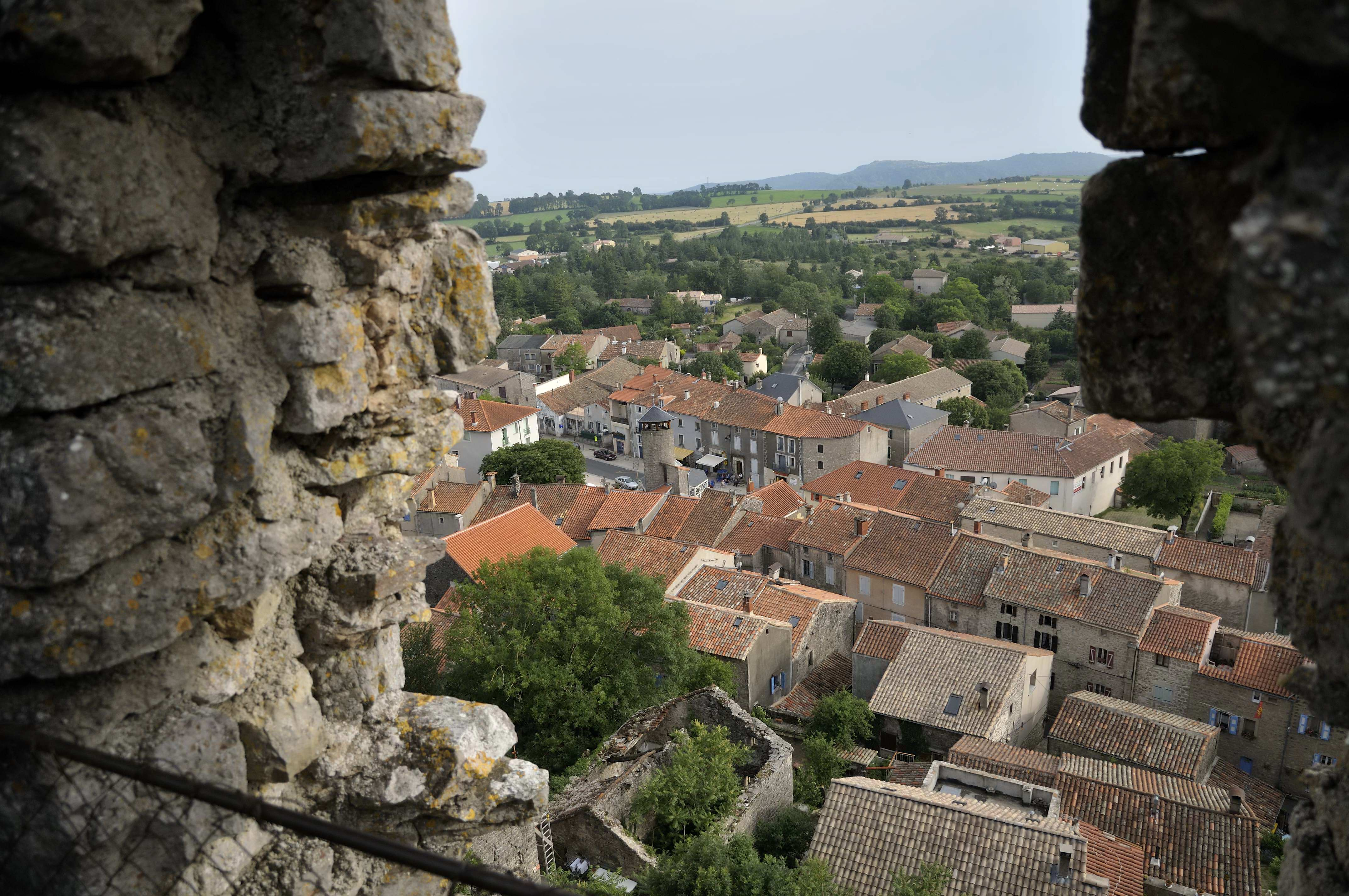
Vue du château.
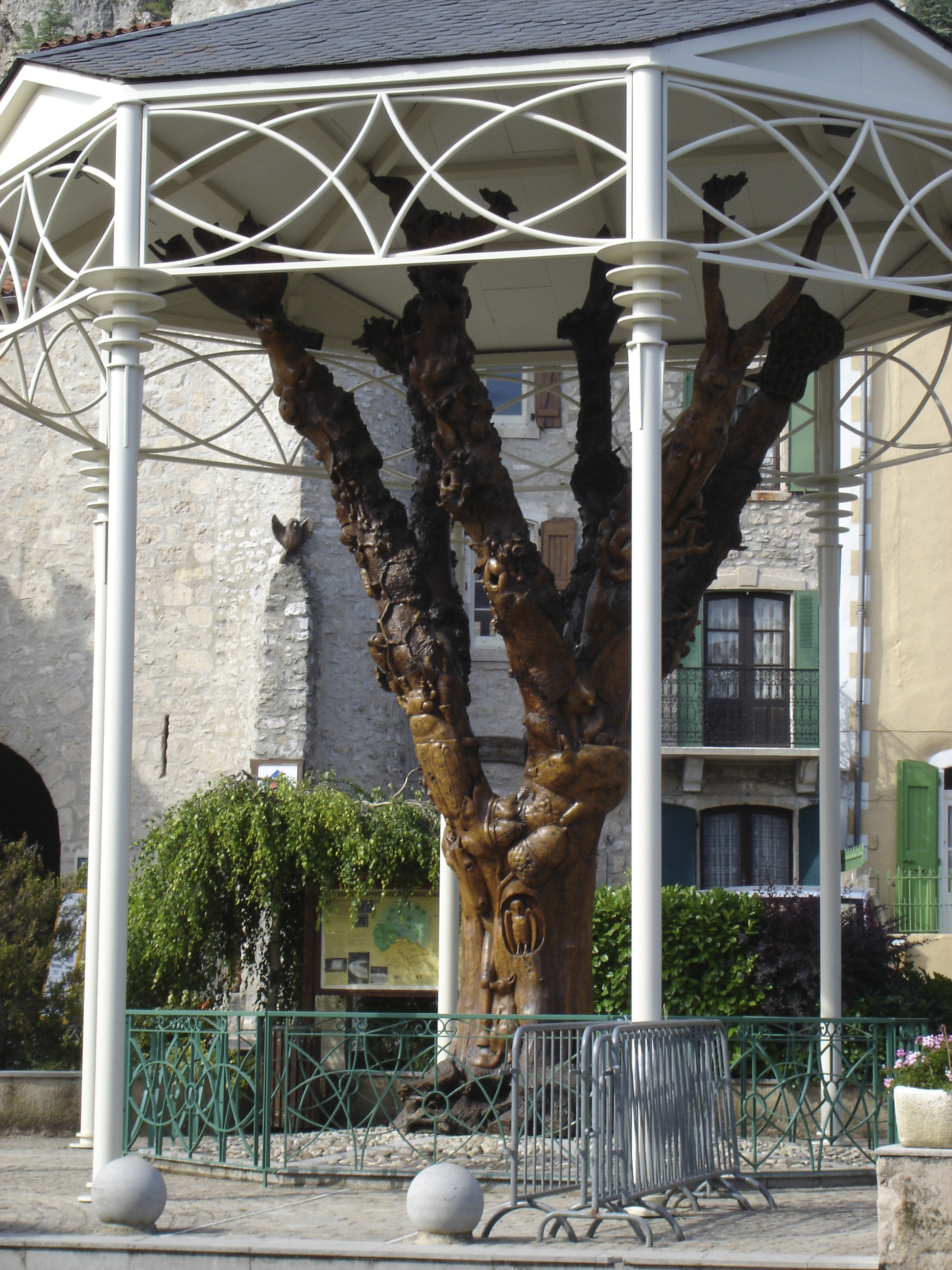
L'Arbre sculpté.
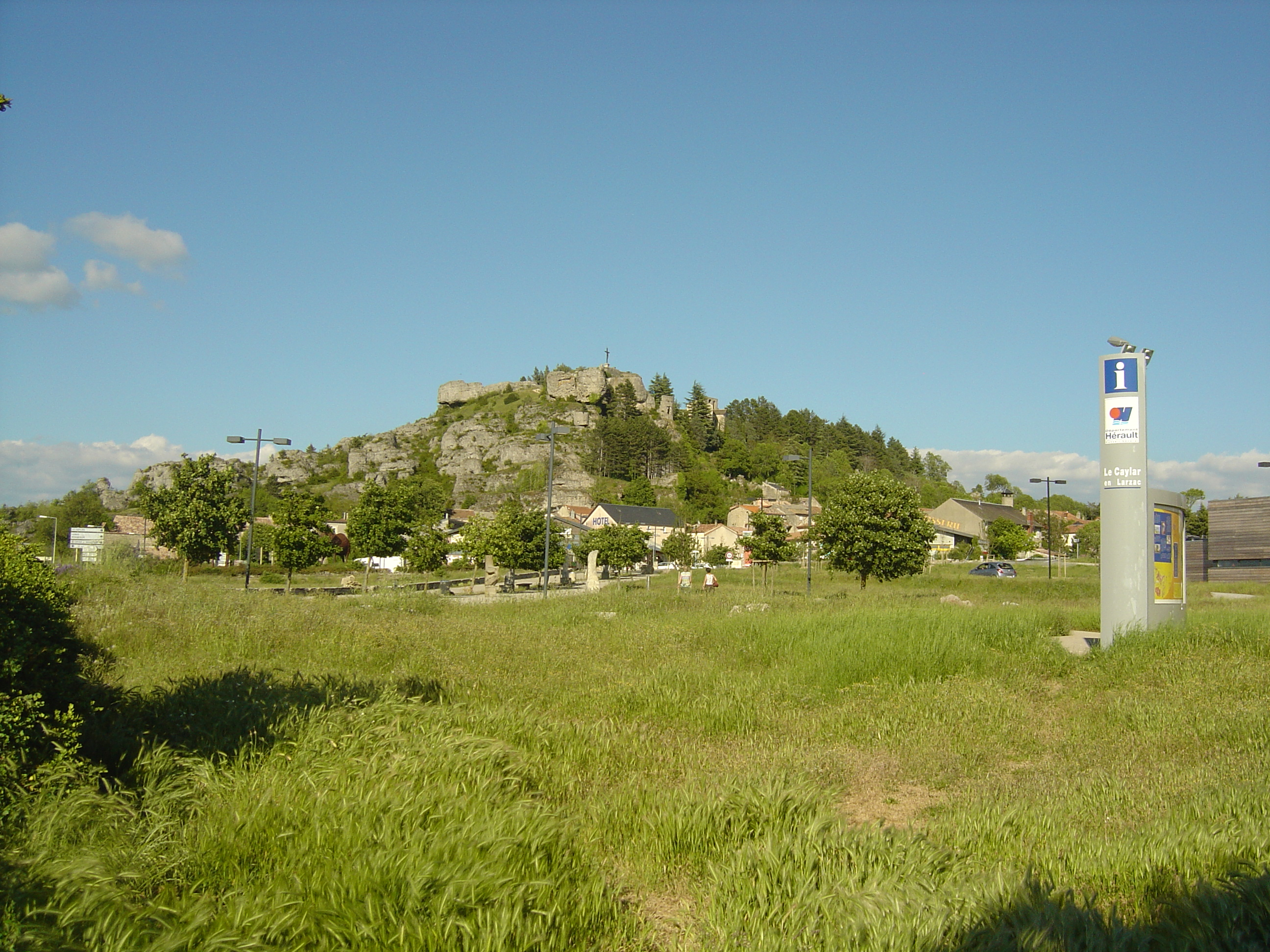
Le Roc Castel.
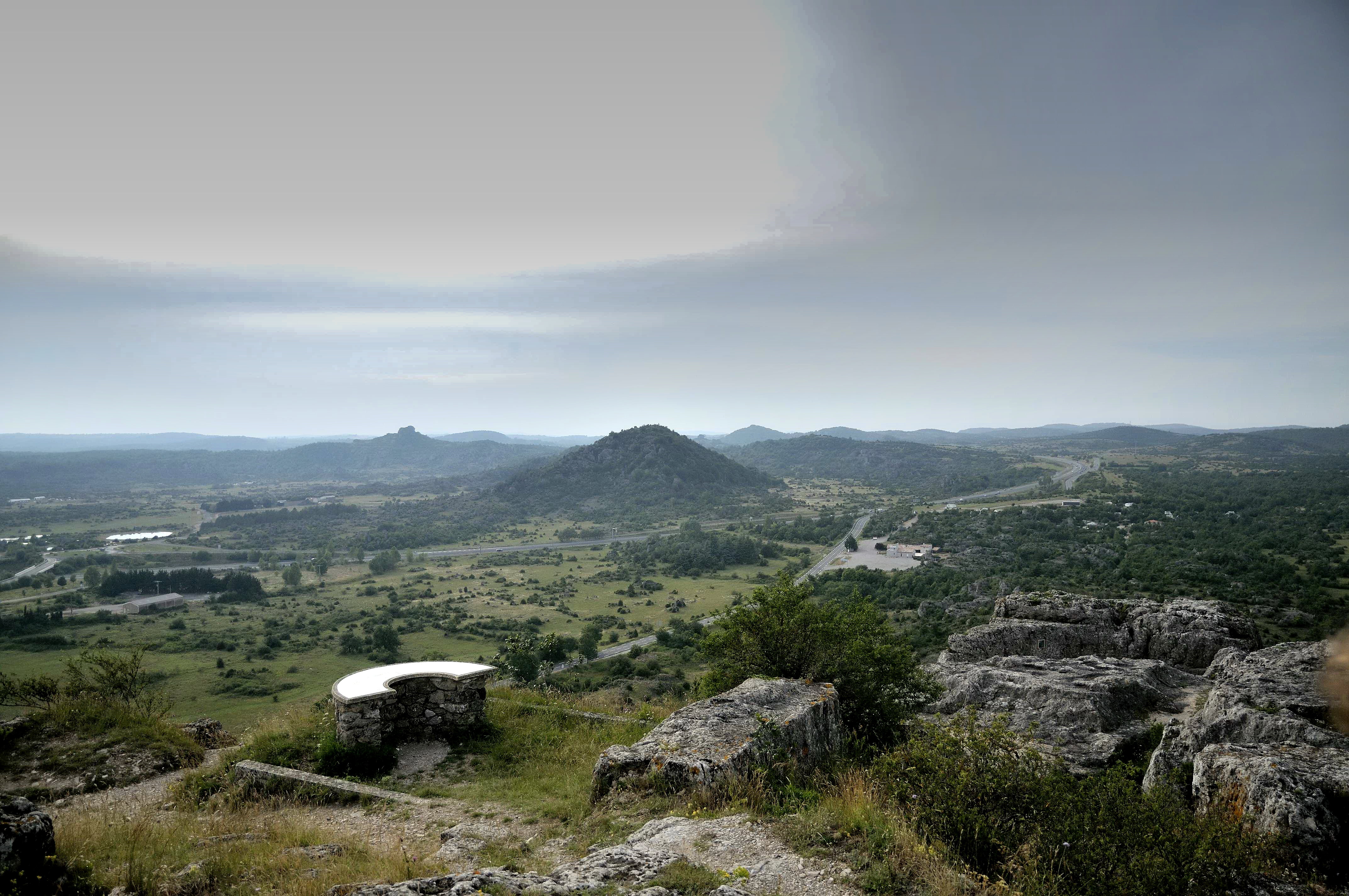
Vue du roc castel sur le Larzac.

### Personnalités liées à la commune
- Jean Galtier (1842-1904), homme politique né au Caylar, député de l'Hérault de 1883 à 1889, sénateur de l'Hérault de 1891 à 1904.

### Fonds d'archives
- Fonds : Archives communales du Caylar (1770-1918) [0,75 ml].  Cote : 64 EDT. Montpellier : Archives départementales de l'Hérault (présentation en ligne).